# Ralph Ungermann
Ralph K. Ungermann (Los Altos Hills, 20 gennaio 1942 – 2 giugno 2015) è stato un imprenditore e ingegnere statunitense, noto principalmente per aver fondato, insieme a Federico Faggin, la Zilog, la società che ha prodotto il microprocessore Z80.

## Biografia
Durante le scuole fu colpito da un evento storico, il lancio dello Sputnik: grazie ad esso Ungermann, che in precedenza voleva intraprendere la carriera di avvocato, decise che sarebbe divenuto un ingegnere.
Ungermann vinse una borsa di studio per la U.S. Navy, che gli permise di completare i suoi studi in ingegneria elettronica presso l'Università della California - Berkeley. In seguito frequentò il master in architettura dei computer presso l'Università della California sede di Irvine. Dopo il college, Ungermann entrò a lavorare presso Collins Radio, dove rimase affascinato dai semiconduttori. Quando Rockwell International acquistò la Collins, nel 1969, lasciò la società ed entrò in Intel, dove lavorò dal 1971 al 1974.
Lì incontrò Federico Faggin, con il quale decise di fondare nel 1974 una propria società, la Zilog. Insieme si misero al lavoro per sviluppare una CPU ad 8 bit compatibile con l'Intel 8080 ma migliorata sotto diversi aspetti. Exxon rimase affascinata dai progetti del nuovo processore e decise di investire nella neonata società. Grazie ai fondi di Exxon, la Zilog terminò lo Z80 e lo mise in commercio ottenendo un enorme successo.
Grazie agli ottimi risultati economici Exxon investì ulteriormente in Zilog ma iniziò anche a voler avere maggior voce in capitolo circa le decisioni aziendali. Ad Ungermann queste pressioni non piacevano e decise perciò di lasciare Zilog nel 1979.
Con un altro ex dipendente Zilog, Charlie Bass, Ungermann fondò la Ungermann-Bass (UB), una delle prime società al mondo specializzate nella fornitura di prodotti per il networking.
Nel 1993 Ungermann fondò una nuova società denominata First Virtual Communications (FVS), fornitrice di software e servizi online quali videoconferenze.
Nel 2004 è stato uno dei fondatori di CSV, China Seed Ventures, una società cinese di investimenti.